# Barbatia pyrrhotus
Barbatia pyrrhotus is een tweekleppigensoort uit de familie van de Arcidae. De wetenschappelijke naam van de soort is voor het eerst geldig gepubliceerd in 2004 door Oliver & Holmes.